# Manly Warringah Sea Eagles
I Manly Warringah Sea Eagles sono una squadra professionistica di rugby a 13 dei quartieri Manly e Warringah, situati sulle spiagge settentrionali di Sydney, nelle quali si trova la sede del club. Essi giocano nella National Rugby League's (NRL's) Telstra Premiership, il campionato d'élite di rugby a 13 in Australasia. Il club fece la sua prima apparizione nella stagione 1947 della New South Wales Rugby Football League.e attualmente gioca le sue partite in casa nel suo stadio, Lottoland (Brookvale Oval) e si allena nella New South Wales Academy of Sport di Narrabeen.
Il Manly Warringah Rugby League Football Club disputò la NSWRL, ARL e nella NRL in ogni stagione fino al 1999. Alla fine del 1999, il club formò una joint venture con i North Sydney Bears per formare i Northern Eagles, che gli statistici del rugby a 13 considerano come un club diverso. I Northern Eagles disputarono le stagioni 2000 e 2001, prima che la joint venture crollasse, permettendo al Manly-Warringah di tornare alla NRL come squadra a parte nel 2002. Essi abbandonarono il marchio Northern Eagles brand all'inizio della stagione 2003.
Sin dalla sua prima vittoria in premiership nel 1972, il club vinse un totale di 8 titoli First Grade, con la sua premiership più recente essendo la Grand Final del 2011. Gli otto titoli del club si estende su cinque decenni consecutivi. Sin dalla sua prima apparizione in Grand Final nel 1951, il club prese parte a 19 Grand Finals in sette decenni consecutivi. La squadra non ha mai vinto il cucchiaio di legno nelle sue 70 stagioni, il periodo più lungo di ogni club attuale.
Cliff Lyons detiene il record per molti match di primo grado per il Manly Warringah con 309; Steve Menzies giocò 349 partite, ma 69 erano per i Northern Eagles. Il record per il maggior numero di punti segnati è detenuto da Graham Eadie con 1,917 points e Matthew Ridge ha il totale più alto in una stagione, segnando 257 nel 1995. Brett Stewart detiene il record del maggior numero di mete segnate, avendo segnato 163, battendo il record precedentemente detenuto da Steve Menzies che segnò 151 mete ed è anche l'avanti che ha segnato più mete nella storia del rugby a 13.
Nel 2018, il club è stato dichiarato colpevole di violazione del tetto salariale e venne multato di 750 000 $.

## Storia
Dagli anni 40, il movimento per espandere il rugby a 13 a Sydney ebbe uno slancio e il Manly, così come le altre squadre di rugby dei distretti di Sydney, sopportò agonie interne mentre il nuovo "campionato" venne considerato. La NSWRL accettò la richiesta del Manly, e insieme al Parramatta, ad entrambe le squadre venne concessa l'ammissione alla competizione nel 1947.
I North Sydney Bears sopportarono una fuga di giocatori alla squadra nuovamente formata. I Bears persero metà delle loro partite nel 1947, prima di passare le prossime stagioni in fondo alla classifica.
Manly immediatamente adottò i colori granata e bianco che furono usati dalla squadra nella Presidents Cup sin dalla sua formazione e prestate originalmente dal Freshwater SLSC, di cui Ken Arthurson e altri giocatori erano membri. Per il loro stemma venne scelta l'aquila di mare – l'uccello rapace nativo della linea costiera Sydney. Sebbene un numero di scrittori della stampa si riferirono al Manly come i "sea gulls" (gabbiani), il club afferma che sono sempre stati i Sea Eagles.
Il primo match di campionato del Manly fu contro i Western Suburbs Magpies al Brookvale Oval sabato 12 aprile del 1947. Max Whitehead, che giocò per la prima volta per il North Sydney nel 1942 e fu un membro della squadra nella Grand Final del 1943 team, fu il primo capitano del Manly. Whitehead fu un immenso seconda linea dal torso a botte che fu usato da Bonds come ispirazione per l'iconico personaggio "Chesty Bond". La prima vittoria fu contro i Parramatta Eels e il club finì la sua prima stagione al penultimo posto.
La prima Grand Final del Manly fu nella stagione 1951, quando persero contro il South Sydney. Il Manly Warringah giocò in cinque Grand Finals prima di vincere la sua prima premiership nel 1972. Essi vinsero nell'anno successivo,  1973 e nuovamente nel 1976 e nel 1978. La finale del 1973 contro il Cronulla è reputata per essere una delle Grand Final più difficili e toste, almeno nell'era teletrasmessa. Ci furono svariati momenti in cui i giocatori si fecero male, in particolare il giocatore inglese tosto e duro d'importazione Mal Reilly fu "tolto" dalla formazione prima e non prese parte ulteriormente nella partita.
Il Manly era potente nei primi anni 80 ma venne battuto in due Grand final consecutive dal Parramatta, nel 1982 e nel 1983. La premiership successiva venne vinta contro i Canberra Raiders nella Grand final del 1987, l'ultima Grand Final giocata al Sydney Cricket Ground. Allenati da Bob Fulton, i Sea Eagles ritornarono ai play-off nel 1993 e nel 1994 ma vennero sconfitti in ogni occasione, nell'eliminazione in prima semifinale dai Brisbane Broncos.
Nel 1988, il Manly, orfano di sei giocatori di primo grado regolari, tra cui il capitano Paul Vautin, Michael O'Connor e Phil Daley che allora giocarono il primo Ashes series test appena quattro giorni dopo, in aggiunta ad altri giocatori come Dale Shearer, Mal Cochrane e David Ronson (tutti e sei giocarono nella Grand Final del 1987, in cui vinse il Manly), in cui i Great Britain Lions, durante il loro tour in Australia, vennero sconfitti per 30-0 al Brookvale Oval. Il giovane mediano di mischia Geoff Toovey fu nominato man of the match, segnando una delle cinque mete dei Sea Eagles five tries nella sera mentre la squadra venne guidata da Noel Cleal che aveva un punto da provare dopo essere stato un'esclusione scioccante dalla Nazionale australiana. L'allenatore della Gran Bretagna per il tour del 1988 era Mal Reilly che giocò in seconda linea per il Manly in nelle sue vittorie in Grand Final nel 1972 e nel 1973. Sarebbe stata la prima volta che gli ex-compagni di squadra vincitori di una premiership Fulton e Reilly si sarebbero sfidati l'uno contro l'altro dalla tribuna degli allenatori. Con Fulton ingaggiato come allenatore della Nazionale australiana dal 1989, non sarebbe stata l'ultima volta che si sarebbero allenati l'uno contro l'altro.
Nel 1995, in mezzo alla guerra della Super League, Manly produsse una delle sue stagioni più vittoriose nella storia del club tranne per uno dei più grandi upset nella storia del campionato, in cui vennero battuti dai Bulldogs nella Grand Final.
Nel 1996 il Manly fece un'altra apparizione nella Grand Final e vinse contro i St George Dragons per vincere il titolo che non erano riusciti a vincere nella stagione precedente. Il rugby a 13 in Australia era diviso in due campionati nel 1997, la ARL e la Super League e il Manly era una delle squadre in testa al campionato della ARL. Per il terzo anno consecutivo, il Manly raggiunse la Grand Final, tuttavia, le mancanze di intensità che apparvero durante la stagione furono viste anche nella partita decisiva per la premiership contro i Newcastle Knights allenati da Mal Reilly: i Sea Eagles vennero battuti da una meta dei Knights durante la sirena di fine gioco.
Le squadre del Manly tra il 1995 e il 1997 produssero buona parte del rugby a 13 più divertente nella storia dei Sea Eagles, ma era anche presente la difesa più possente del rugby a 13. Molti giocatori famosi, tra cui Des Hasler, Geoff Toovey, Nik Kosef, Steve Menzies, Terry Hill, Mark Carroll, Cliff Lyons, David Gillespie, Craig Hancock, Danny Moore, John Hopoate, e gli ex-All Black  Matthew Ridge and Craig Innes.
Dopo il 1997, il club perse forma in campo, registrando solamente un decimo posto nella stagione 1998 e mancando alla fase finale nel 1999.

### Northern Eagles
Manly Warringah inaugurò il nuovo millennio fondendosi con i North Sydney Bears formando i Northern Eagles. Questa joint venture fu attiva tra il 2000 e il 2002. Il club fu formato durante il processo di razionalizzazione della NRL. La squadra condivise i match in casa tra il Brookvale Oval e il Central Coast Stadium, a Gosford, nel Nuovo Galles del Sud.
La squadra ebbe poco successo durante queste tre stagioni, finendo dodicesima, decima, e nona, vincendo 30 partite su 76. Inoltre, la decisione del nuovo club di giocare a Gosford invece che allo stadio di casa dei Bears, il North Sydney Oval, alienò alcuni tifosi del North Sydney, nonostante il piano del North Sydney di trasferirsi al nuovo Central Coast Stadium. Nonostante ciò, il club provvide più giocatori alla squadra del Nuovo Galles del Sud per lo State of Origin del 2001 più di ogni altro club. La partnership affondò nel 2002, con il Manly emergendo come l'entità a parte. La stagione 2002 season fu giocata sotto il nome dei Northern Eagles, anche se il club in effetti erano i Manly-Warringah Sea Eagles con un altro nome. A metà stagione, gli Eagles persino smisero di giocare le partite casalinghe a Gosford, dovuto a un acuto calo del pubblico. La gente di Gosford preferì aspettare fino a quando una squadra locale avesse avuto sede in città. La joint venture crollò alla fine della stagione 2002 e il Manly fece un benvenuto di ritorno ufficiale alla NRL nel 2003.

### Resurrezione
La joint venture crollò e il Manly mantenne la licenza dei Northern Eagles per la stagione 2002 fino a ritornare nel campionato come i Manly Warringah Sea Eagles per la stagione 2003. Le stagioni 2003 e 2004 produssero molti pochi momenti di gioia per i tifosi degli Sea Eagles. Il club migliorò le sue scorte di giocatori per il 2005, e raggiunse le semifinali per la prima volta sin dal 1998. Il Manly non mancò alle fasi finali fino al 2015, mentre ogni altro club non raggiunse le fasi finali almeno una volta dopo il 2004. Un incontro del Football Club il 3 giugno del 2004 vide i membri del club votare per la privatizzazione del Football Club.
Durante questo periodo, il Manly presentò un numero di giocatori che sarebbero diventate delle stelle dello sport nel successivo decennio, fra cui i giocatori juniores locali Jason King, Anthony Watmough, i fratelli Stewart di Wollongong, il terza linea Glenn e il rapido estremo Brett.

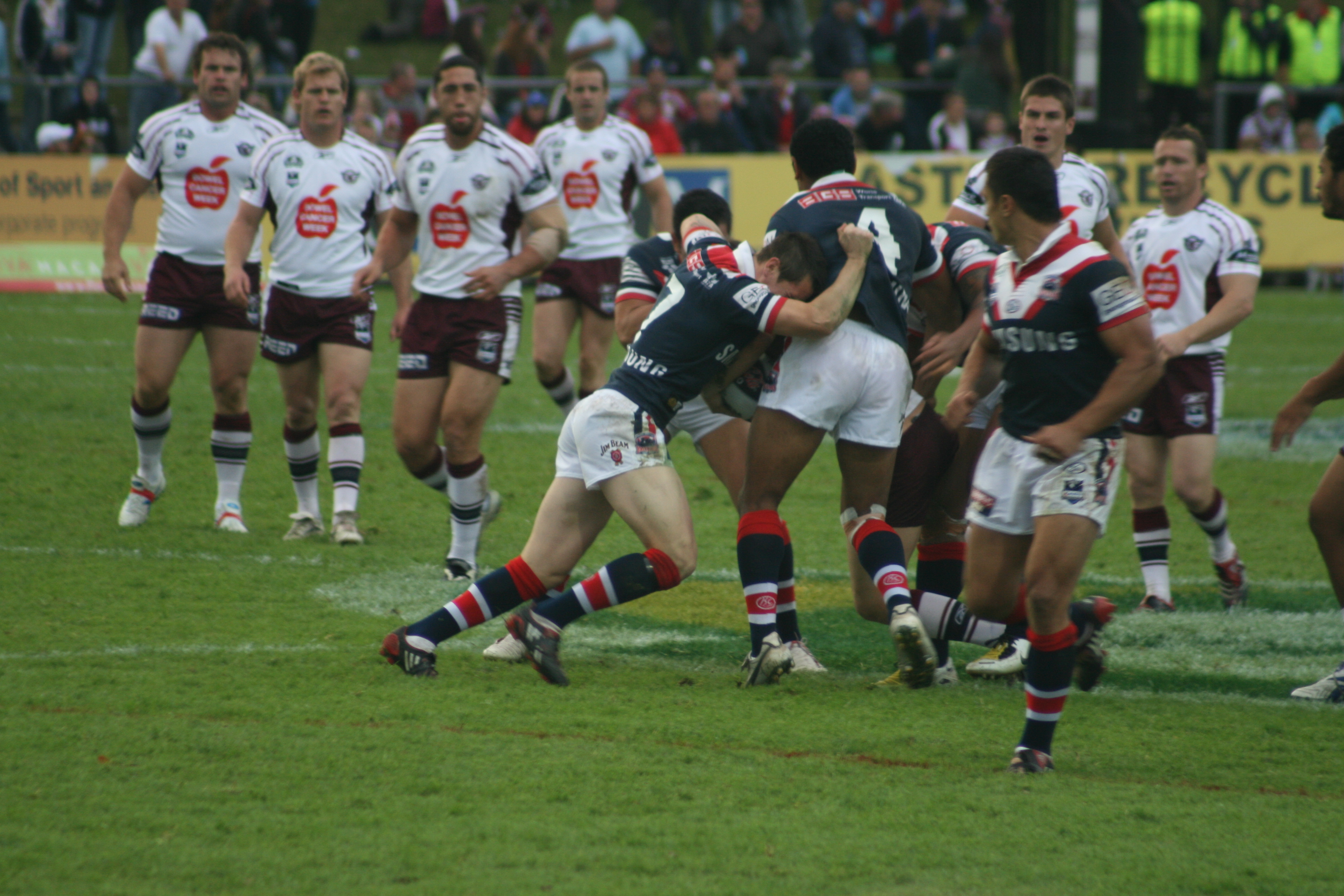
I Manly Sea Eagles in azione contro i Sydney Roosters al Brookvale Oval il luglio del 2008

#### Stagione 2007
Il Manly finì la stagione regolare al secondo posto (su 16). Il Manly perse solo sei match nella stagione 2007. La vittoria 50-16 contro il Newcastle assicurò che i Sea Eagles sarebbero finiti nei primi due. Durante la stagione, erano l'unica squadra dietro il Melbourne (che sconfissero nell'undicesima giornata) per la minor premiership. Dopo aver sconfitto il North Queensland al Sydney Football Stadium per 28–6, Il Manly giocò la sua quindicesima grand final contro il Melbourne. Il Manly fu sconfitto per 34–8 dallo Storm il 30 settembre al Telstra Stadium.

#### Stagione 2008
Con la partenza del tallonatore Michael Monaghan, molti si domandarono se il Manly potesse essere competitivo come nel 2007 e le sconfitte nelle prime due giornate sembravano confermarlo. Il Manly finì la stagione regolare pareggiando prima con il Melbourne e il Cronulla, ma secondo su punti di differenza e il Manly perse la possibilità di vincere la sua prima minor premiership dal 1997.
Nella finale per la qualificazione, il Manly affrontò il St. George, che era al settimo posto, a Brookvale. Questo match fu l'ultimo per la leggenda del club Steve Menzies a Brookvale e egli aprì il punteggio con una meta con un'insolita carica in giù in cui dopo aver calciato davanti a sé e cadendo sopra, il pallone rimbalzò in alto e lo colpì in testa prima che lo facesse atterrare. Dopo una settimana di riposo, il Manly affrontò i New Zealand Warriors. Il Manly schiacciò i Warriors per 32–6 e mostrò il suo famoso muro di difesa e la sua intuizione per l'attacco. Con la vittoria, il Manly si qualificò per la sua diciassettesima grand final, in cui una rivincita della finale decisiva del 2007, giocò contro il Melbourne Storm.
La storia fu molto diversa per i Sea Eagles questa volta, perché travolsero lo Storm per 40–0 per vincere la loro settima premiership davanti a 80 388 spettatori all'ANZ Stadium. Matt Ballin, fino ad allora sconosciuto, fu il rimpiazzo di Michael Monaghan: fu lui che segnò la prima meta del match. Il match fu anche notevole per lo hat-trick dell'ala Michael Robertson (la prima volta in cui un giocatore del Manly segnò tre mete in un match della fase finale sin da Gordon Willoughby che ne segnò 3 contro il Western Suburbs nella semifinale del 1951 al Sidney Cricket Ground) e la meta di Steve Menzies a dieci minuti dalla fine, segnata dopo aver tornato in campo per rimpiazzare l'infortunato Steve Matai. Il pilone del Manly Brent Kite fu premiato con la Clive Churchill Medal una meta al cinquantottesimo minuto. Questo è stato il più grande margine di vittoria in una grand final nella storia del rugby a 13.

#### Stagione 2009
Tre settimane prima della stagione 2009, Des Hasler e la sua squadra viaggiarono in Inghilterra dove come campioni in carica della NRL giocarono contro i campioni in carica della Super League, i Leeds Rhinos nel World Club Challenge 2009 giocato allo stadio Elland Road di Leeds. Dopo aver perso il loro precedente match del World Club Challenge contro il Wigan nel 1987 (con Hasler come estremo in quella squadra dell Manly), i Sea Eagles presero questo match più seriamente e inclusero un match di riscaldamento contro i Harlequins a Londra a una settimana prima del match (vinto per 34-26 dai Sea Eagles). Il match di riscaldamento (il Manly fu la prima squadra australiana a giocare un tale match prima di un WCC) si provò efficace mentre il Manly vinse il WCC per 28-20 contro i Rhinos.
La stagione 2009 promise male per via di due episodi nel giorno dell'esordio stagionale del Manly-Warringah. Il seconda linea Anthony Watmough fu assalito da uno sponsor dopo essere stato accusato di aver fatto dei commenti inopportuni a sua figlia. Brett Stewart dopo quella sera fu accusato della molestia sessuale su una ragazza di 17 anni fuori dal suo appartamento, ma fu successivamente assolto: un caso che portò ad un'inchiesta schiacciante del programma Four Corners, "Code of Silence". Stewart fu assolto dall'accusa alla fine del settembre del 2010 da una giuria che impiegò 45 minuti per raggiungere il verdetto.
Il Manly Warringah pagò una multa di 100 000 $ per non aver punito adeguatamente Stewart per il suo crimine. Stewart affrontò un breve processo all'epoca, e un ulteriore, più comprensivo processo iniziò il marzo del 2010. Come risultato dell'assenza di Stewart's, Il Manly perse le sue prime quattro partite della stagione, finendo all'ultimo posto dopo la quarta giornata (diventando quindi il primo campione in carica sin dal Melbourne nel 2000 a perdere i suoi primi quattro match in una stagione), prima di ottenere finalmente una vittoria di 23–10 contro i Tigers in cui Stewartsegnò tre mete nel suo primo match nel 2009. Una doppietta contro il Souths seguì, prima di essere colpito da un infortunio. Stewart giocò solamente cinque partite in tutto nel 2009 seguendo un serio infortunio al ginocchio subito durante la sesta giornata, prima di tornare alla venticinquesima giornata. I Sea Eagles arrivarono al quinto posto alla fine della stagione e persero la prima finale per la qualificazione contro i campioni della grand final, Il Melbourne per 40–12 in un match impari giocato all'Etihad Stadium di Melbourne. Dovuto ad altri risultati sfavorevoli occorsi nel fine settimana, il Manly venne eliminato dalla corsa per la premiership. Questa premiership fu anche revocata allo Storm.

#### Stagione 2010
Nel 2010, Il Manly Warringah iniziò la stagione con una squadra di nuovi volti, includendo il giovane playmaker Kieran Foran. Dopo aver perso i primi due match della stagione, il Manly vinse il terzo, seguirono tre match contro il Newcastle, i Warriors e i Sharks, prima di un crollo di fine stagione che li vide ottavi in classifica. I giocatori del Manly-Warringahnon furono coinvolti in ulteriori violazioni nel 2010, e si imbarcarono in un programma attivo di impegno comunitario, che include attività come lettura nelle scuole e raccolta fondi per beneficenza.
La stagione del Manly arrivò al peggior inizio possibile. Durante il riscaldamento per il match della giornata di apertura contro i Wests Tigers al Sydney Football Stadium, l'ala David Williams si infortunò alla spalla, forzandolo a ritirarsi dalla partita. Sfortunatamente l'infortunio richiese un intervento chirurgico e Williams finì fuori squadra per il resto della stagione. La situazione peggiorò quando l'estremo Brett Stewart patì un infortunio al ginocchio quando egli si ruppe il legamento crociato anteriore nel primo tempo della partita.  L'infortunio di Stewart rese anch'egli fuori dalla squadra per il resto della stagione. Questo fece sì che Des Hasler riorganizzasse i trequarti nel corso della stagione dopo aver perso due delle armi più letali della sua squadra.
Il Manly Warringah passò metà stagione vicino alla vetta della classifica e fu destinato come possibile contendente per la premiership con vittorie impressionanti contro i St. George Illawarra Dragons e i Wests Tigers. Forma inconsistente, infortuni e sospensioni causarono una caduta giù dalla classifica e il Manly era fortunato a rimanere all'ottavo posto e raggiungere la fase finale. Se non fosse stato per la violazione del tetto salariale del Melbourne Storm. A inizio stagione, il Manly-Warringah mancò la fase finale per la prima volta dal 2004. Nella venticinquesima giornata, il seconda linea Glenn Stewart fu sospeso per 4 match per un placcaggio sul capitano dei Sydney Roosters, Braith Anasta, e nella ventiseiesima giornata, il tre-quarti centro Steve Matai fu sospeso per 7 match per un placcaggio alto che mise fuori uso il tallonatore dei Canterbury-Bankstown Bulldogs  Michael Ennis. La stagione 2010 finì con una sconfitta per 28–0 contro i campioni del St. George Illawarra, anche se il Manly-Warringah era ancora in gioco con 15 minuti rimanenti. Il Manly arrivò in questo match con 11 dei suoi giocatori titolari fuori per infortunio o sospensione e quelli che giocarono erano ancora infortunati.

#### Stagione 2011
Alla fine della stagione 2010, Il Manly Warringah perse Trent Hodkinson che firmò un contratto con i Bulldogs dall'inizio della stagione 2011, Josh Perry e Ben Farrar giocarono in Europa, nella Super League. Daly Cherry-Evans, che proveniva dalla squadra vivaio del Manly in Queensland Cup, i Sunshine Coast Sea Eagles, venne portato in prima squadra. Il Manly-Warringah non fece nessun ingaggio di grande nome per la stagione 2011. Questo si dimostrò nel suo basso ottavo posto, le sue peggiori prestazioni in una stagione dal 2005.
Per il Manly Warringah la stagione 2011 iniziò con una sconfitta di 18–6 da parte del Melbourne Storm a Melbourne. Brett Stewart ebbe minimo impatto nella partita ma ne uscì senza alcun infortunio. A questo si seguì una vittoria inaspettata di 27-16 contro i finalisti della Grand Final di un anno prima, Sydney Roosters, in cui il Manly-Warringah entrò in campo senza il capitano Jamie Lyon, Shane Rodney, Dean Whare e Glenn Stewart per infortunio, Jason King e Steve Matai per sospensione. Brett Stewart venne nominato capitano prima del match contro i Roosters. Questa è considerata come una delle vittorie più lodevoli nella storia del Manly includendo delle prestazioni senza precedenti dei suoi giocatori più giovani tra cui Kieran Foran, Jamie Buhrer, William Hopoate e Vic Mauro. Questo fu seguito con una vittoria di 26–12 contro i Newcastle Knights a Brookvale, prima di una sconfitta di 32–20 subita contro i South Sydney Rabbitohs che terminò il periodo imbattuto del Manly al Bluetongue Stadium, avendo vinto tutti i suoi match precedenti giocati al suddetto stadio.
Anthony Watmough e Terence Seu Seu vennero estromessi dalla squadra per infrazioni fuori campo prima del match della quinta giornata contro il Cronulla al Toyota Stadium. I Sea Eagles erano in difficoltà durante il secondo tempo, sotto di 13-0, prima di segnare 19 punti, fra cui una meta dopo la sirena segnata da Michael Oldfield, dando ai Sea Eagles una vittoria di 19-13.
Nonostante avendo perso molti giocatori dalla stagione 2010, i Sea Eagles si trovarono al secondo posto nella classifica NRL Ladder alla fine della stagione regolare, dietro al Melbourne Storm. La squadra perse solo cinque match in questa stagione, tutti giocati di sera. Il Manly-Warringah vinse tutti i suoi match al Brookvale Oval, di nuovo soprannominato "Fortress Brookie". La partita finale al Brookvale fu uno scontro per il primo posto contro il Melbourne Storm. Il Manly vinse per 18–4 ma la vittoria venne offuscata da una rissa tra Glenn Stewart e Adam Blair, dando a questo evento il soprannome 'La battaglia di Brookvale'.
Nel suo primo play-off, il Manly-Warringah registrò una vittoria 42–8 contro i North Queensland Cowboys al Sydney Football Stadium. Dopo un deludente primo tempo, il Manly segnò 42 punti non risposti nel secondo tempo, e progredì alla finale preliminare. In questo match, la squadra sconfisse i Brisbane Broncos per 26–14, diventando la prima squadra nella NRL Grand Final del 2011, in cui affrontarono i New Zealand Warriors che miravano alla loro prima premiership in assoluto.
La stagione di successo culminò con la vittoria dell'ottava premiership del Manly-Warringah, sconfiggendo i New Zealand Warriors per 24–10 nella Grand Final. Glenn Stewart fu premiato con la Clive Churchill Medal per i suoi 34 placcaggi e per una meta cruciale nel secondo tempo. Lui e il suo fratello Brett Stewart divennero i primi fratelli a segnare mete nella stessa Grand Final. La seconda premiership del Manly-Warringah in quattro anni li rese quindi l'unica squadra a vincere più di una premiership nel XXI secolo.
Sei settimane dopo la vittoria dell'ottava premiership del Manly Warringah, il club licenziò il suo coach Des Hasler dopo che quest'ultimo rivelò di aver rotto il suo contratto, tentando di attirare dei giocatori e lo staff dell'allenatore ai Bulldogs, dove Hasler iniziò ad allenare nel 2013. Questo volle dire che Geoff Toovey, che sostituì Hasler come parte di un piano di successione, venne promosso come allenatore all'inizio della stagione 2012.

#### Stagione 2012
La prestagione del Manly Warringah iniziò deludentemente con una sconfitta di 38–6 contro la sua bestia nera perenne, Cronulla nel primo match giocato sotto la gestione di Geoff Toovey. Questo fu seguito da una sconfitta di 26–12 nell'edizione 2012 del World Club Challenge contro i Leeds Rhinos.
La difesa della premiership dei Sea Eagles iniziò con una trasferta all'Eden Park di Auckland dove affrontarono i New Zealand Warriors nella rivincita della Grand Final e vinsero per 26–20. La squadra sostenne una vittoria vicina con un'altra vittoria vicina con i Wests Tigers, vincendo per 22–18. Il Manly Warringah perse il suo primo match per la stagione 2012 quando venne sconfitto per 17–13 dai Cronulla-Sutherland Sharks in un maggior upset, di cui poi seguì un'altra sconfitta, quando persero contro i campioni del 2010, i St. George Illawarra a Kogarah per 17–4.
Il Manly Warringah terminò la stagione regolare 2012 al quarto posto della classifica. Dopo essere stati sconfitti dai Bulldogs la prima settimana della fase finale, il Manly sconfisse i North Queensland Cowboys. La stagione dei Sea Eagles finì la settimana successiva, quando vennero sconfitti dai campioni del Melbourne Storm.

#### Stagione 2013
Il Manly Warringah poté mirare al 2013 ed essere fiero di quanto aveva ottenuto.
Sotto attacco a inizio stagione con la repentina ascesa di due nuovi contendenti: il South Sydney ed i Sydney Roosters, Il Manly passò la maggior parte della stagione volando sotto il radar con un posto nei primi quattro in modo sicuro nella loro difesa, ma la minor premiership fu fuori dalla portata della squadra.
Infatti, mentre la stagione era piena di un pedaggio di infortuni in crescita, molti previdero che questa squadra piena di guerrieri invecchiati era destinata a fare una breccia nel muro. Certamente una serie di incontri faticosi alla fine della stagioni offriva molte scuse nel caso essi volessero usarle, ma invece sembrava che più difficile fosse la sfida più i Sea Eagles fossero pronti a coglierla.
Dopo non aver battuto una delle altre squadre nei primi quattro per tutta la stagione, essi finalmente lo fecero con stile con una vittoria schiacciante di 28-8 contro il Melbourne nella venticinquesima giornata come riscaldamento per le fasi finali. Per una squadra che con così tante capovolte potesse iniziare una discesa verso il basso nel 2013, il Manly provò a tutti chiaramente che squadra campione essa era. Nonostante aver affrontato un numero di ostacoli nel corso della stagione – da una lunga lista di sventure da infortunio ad un'indagine dell'ASADA che a volte minacciò diventare una distrazione significante – essi riuscirono a crescere di statura mentre la stagione andava avanti e quando le grandi partite erano lì per essere vinte alla fine dell'anno, la loro esperienza ha brillato.
Così come ogni squadra di qualità, la sconfitta nella Grand Final li fece soffrire per tutto il dopostagione.

#### Stagione 2014
Molte delle prime pagine per il Manly per tutto l'anno venivano più da ragioni fuori campo in seguito alle notizie riguardanti il trasferimento del popolare terza linea Glenn Stewarts ai South Sydney Rabbitohs nel 2015 con i limiti di tetto salariale del club impedendoli di fargli un'offerta.
È una misura del decennio di eccellenza del club delle Spiagge settentrionali quella di lasciare la seconda settimana delle fasi finali sarebbe giudicata un relativo fallimento sia dai giocatori sia dai tifosi. Questo è ciò che successe dopo un balbettare di fine stagione che li vide lasciare la loro presa sulla minor premiership, perdere vari giocatori chiave appena al momento sbagliato ed essere eliminati dalla 2014 Finals Series in serie diritte nonostante la squadra fosse finita nelle prime due.
Anche se la squadra riuscì a finire nei primi due, lasciò la seconda settimana delle fasi finali, risultando in un esito insoddisfacente per i Sea Eagles per una squadra che era al primo posto tra la diciottesima e la venticinquesima giornata. Essi ebbero la loro quota di fortuna durante la stagione, ma essa li lasciò al momento sbagliato e la stagione del Manly terminò pessimamente.
C'erano grandi dubbi sul fatto che i giocatori più anziani potessero restare fino alla fine od oltre le loro scadenze contrattuali.

#### Stagione 2015
Il Manly si sforzò di mantenere la consistenza che aveva prodotto nell'ultimo decennio. La squadra accedette alle fasi finali ogni anno per un decennio, per cui qualunque risultato meno di un posto tra i primi otto in classifica sarebbe stato visto come un fallimento.
Con il successo arrivano le alte aspettative e il Manly certamente non raggiunse i suoi propri standard elevati nel 2015. Il club sopportò una delle sue stagioni più dure dell'era moderna con saghe di contratti altamente pubblicizzate che coinvolgono i suoi più grandi giocatori, le dimissioni del loro coach e leggenda del club Geoff Toovey e una serie scioccante di infortuni. La squadra ebbe un ultimo tiro tardivo, ma ultimamente senza speranze da una squadra campione per arrivare alle fasi finali.
Il 2015 sarà per sempre ricordato come il cambio della guardia al club delle spiagge settentrionali, quando il loro ciclo di vittorie terminò clamorosamente. Fu un cambio della guardia per il Manly, un anno in cui un'era di dominanza finalmente arrivò alla fine. La squadra perse i suoi bastioni Anthony Watmough (ceduto agli Eels) e Glenn Stewart (ceduto ai Rabbitohs) e lottò per un grande pezzo della stagione. La squadra poi perse Kieran Foran (anch'esso ceduto agli Eels) e il coach Geoff Toovey. Tuttavia, il Manly ebbe una forte linea dei trequarti nella stagione 2015 e finì al nono posto, per poi mancare alla fase finale dopo essere stato ultimo nella diciassettesima giornata e in pericolo che la squadra vincesse il suo primo cucchiaio di legno.
In una mossa vista per aiutare a cambiare la sorte del club, Bob Fulton tornò al club come 'consulente' dove lui ebbe una mano nel reclutare un numero di giocatori per la stagione 2016 come l'avanti della nazionale australiana e del Queensland Nate Myles e il trequarti centro campione del South Sydney Dylan Walker, e i nazionali neozelandesi Lewis Brown e Martin Taupau. Fulton ebbe anche il merito di convincere il mediano di mischia campione della premiership 2011 Daly Cherry-Evans a rimanere nel club dopo aver inizialmente firmato con i Gold Coast Titans. Si unirono al club nel 2016 anche il futuro boom e tallonatore del Queensland Matt Parcell dagli Ipswich Jets, e il tallonatore del South Sydney campione della premiership 2014 Apisai Koroisau. Con i nuovi ingaggi, e in aggiunta l'esordio dei giocatori juniores nel 2015, fra cui l'avanti dai duri placcaggi Jake Trbojevic e il suo fratello minore, l'estremo e trequarti ala Tom Trbojevic, il futuro sembrò promettente.

#### Stagione 2016
Dopo che Geoff Toovey fu dimesso in seguito alla stagione 2015, il Manly firmò con l'ex giocatore dell'Australia e del Nuovo Galles del Sud - Trent Barrett - per allenare quello che sarebbe stato il suo anno da principiante come allenatore della NRL. La squadra si era privata del mediano di mischia neozelandese Kieran Foran che firmò con i rivali del Parramatta, e del tallonatore vincitore di due premiership Matt Ballin che finì fuori squadra dopo aver subito il suo secondo infortunio in due anni al ginocchio con lesione del legamento crociato anteriore. Il giocatore giovanile locale Clint Gutherson, che nonostante abbia firmato un'estensione del contratto con il club nel 2015, fu rilasciato dopo la stagione ed anch'egli si unì al Parramatta. Sorprendentemente, venne anche ceduto l'estremo e trequarti centro neozelandese Peta Hiku che invece passò al Penrith.
Nelle prime nove giornate della stagione 2016 della NRL, in testa nella giornata rappresentativa, le sventure di infortuni del Manly continuarono con Brett Stewart (infortunio al tendine), Jorge Taufua (clavicola rotta), Daly Cherry-Evans (caviglia distorta) e Tom Trbojevic (infortunio alla caviglia) e proseguirono con infortuni a lungo termine, spesso forzando Trent Barrett a nominare una formazione iniziale improvvisata. Tuttavia, nonostante questo ed l'orrendo pareggio del club lo videro avere cinque giravolte di 5 giorni nelle nove giornate di apertura, mostrarono scorci di diventare una squadra tra le prime ancora una volta, alla fine finendo la stagione regolare al tredicesimo posto, con otto vittorie.
Il 27 aprile, il capitano della squadra dei titoli della premiership, da lungo nella squadra, Jamie Lyon annunciò il suo ritiro da giocatore alla fine della stagione 2016. Lyon, il capitano del club nella premiership del 2011 ed un membro della squadra della premiership del 2008, è uno dei soli 4 giocatori (insieme a Graham Eadie, Bob Batty e Matthew Ridge) ad aver segnato più 1,000 punti della competizione per il Manly.

#### Violazione del tetto salariale nel 2018
Dopo le prime due giornate, il Manly venne dichiarato colpevole di aver violato il tetto salariale per cinque anni e multato di cap 750 000 $ dalla NRL.

## Stemma e colori
Il Manly Warringah fu ammesso alla competizione di primo grado della NSWRL del 1947 il 4 novembre del 1946. Una volta entrato nella NSWRL, Il Manly adottò i colori granata e bianco, che vennero adottati dai colori della squadra della President's Cup che indossò i colori del Freshwater Surf Lifesaving Club, un club locale che fu precedentemente stabilito nell'area nel 1908.
Manly Warringah scelse l'aquila di mare – l'uccello rapace nativo della linea costiera di Sydney– come emblema. La prima maglia del club era granata con una grande "V" sul fronte. Il Manly-Warringah fu una delle prime squadre ad avere uno stemma, con il monogramma 'MW' che fa la sua apparizione nei primi anni 50. A parte gli sgargianti stemmi usati attualmente, l'aquila di mare del Manly è apparsa su tutte le maglie sin dalla metà degli anni 50.
Varie modifiche alla maglia vennero presentate ad intervalli irregolari. Il design della classica "V" fu radicalmente cambiato a fine anni 60, dove venne sostituito con una maglia granata con varie doppie righe orizzontali bianche. Nella metà degli anni 70, i colori si invertirono, con la maglia bianca e le righe granata. A cavallo degli anni 80 e 90, altre modifiche apparsero, includendo variazioni della maglia biancogranata in cui talvolta venne incluso il blu.
La squadra è sempre stata ufficialmente nota come i "Sea Eagles" (aquile di mare) sin dal 1947. Tuttavia, nel 1957, Manly adottò per la prima volta l'Aquila di mare sulle divise anche se ci fu confusione su questo, quando il giornalista del The Telegraph di Sydney, Jim Mather iniziò a riferirsi alla squadra come "Seagulls" (gabbiani) nei suoi articoli. Venne seguito da altri giornalisti e da alcuni tifosi, e in un'epoca in cui i simboli di club e soprannomi non erano utilizzati come ai tempi attuali, la squadra spesso venne erroneamente soprannominata "Seagulls" in questo periodo. Tuttavia, ufficialmente i giocatori del Manly Warringah sono sempre stati i "Sea Eagles".
Manly Warringah poi cambiarono le divise un decennio dopo, nel 1960, e più accuratamente fu raffigurata un'aquila di mare, in modo da non creare ambiguità. 
Dagli anni 80, il Manly-Warringah utilizzò quello che forse è il più famoso logo, usato nel periodo considerato come gli anni più di successo del club fino alla creazione del nuovo campionato.
In concomitanza con la nuova competizione, la National Rugby League, il Manly Warringah cambiò il suo logo nel 1998. Una nuova aquila di mare  stilizzata appare sotto il guidone con la scritta "Sea Eagles", più feroce e aggressiva rispetto alla versione precedente. Lo stemma era predominantemente granata, bianco, giallo e blu per simbolizzare la connessione che il club ebbe con il suo allora sponsor principale, la Pepsi. Questo logo non durò a lungo, perché per la sfortunata fusione con i North Sydney Bears nel 2000 adottarono la denominazione Northern Eagles.
Al suo ritorno in campionato nel 2003, il Manly optò per ritornare al logo precedente, ma lo ritoccò leggermente per dare enfasi all'aquila di mare e includere Warringah nel nome della squadra. Essi anche tornarono ai colori originali, sebbene con una sfumatura più scura di granata e bianco, un simbolo delle radici della squadra sin dal 1947.
I Sea Eagles sfoggiarono loghi commemorativi in ogni decennio sin dal loro cinquantesimo anniversario nel 1996 e fecero lo stesso nel loro sessantesimo anniversario nel 2006; e nel settantesimo nel 2016 per marcare i rispettivi anniversari dell'ingresso nel campionato.

## Manly Warringah Sea Eagles Leagues Club
Il Manly Warringah Rugby League Club è uno dei club in testa nelle spiagge settentrionali di Sydney e vanta in eccesso di 16,000 membri.
La Manly Leagues ha sempre goduto di un'associazione vicina con i possenti Manly Warringah Sea Eagles ed è fiera della squadra. La legge del club include l'appoggio del rugby a 13 nell'area locale e l'eccezionale storia dei Sea Eagles evidenzia il successo di questo appoggio.

## Stadio
Quando il Manly venne ammesso nel campionato, l'allora Consiglio di Manly rifiutò il permesso del club per usare il Manly Oval come stadio per le partite in casa. All'epoca il consiglio era molto pro-rugby a 15 e tentò impedire che il rugby a 13 si diffondesse nell'area. Per questo, il club decise di acquistare invece il Brookvale Showground (attualmente noto come Lottoland) per ospitare i match, appoggiato dal Consiglio di Warringah, che era il proprietario del campo.
Lo stadio venne rinnovato per lo più tra il 1965 e il 1980, includendo la costruzione di due tribune a sud (Southern Stand) e ad ovest (Jane Try Stand) del campo. All'inizio degli anni 90, queste due tribune vennero connesse dalla Ken Arthurson Stand. Lo stadio mantenne anche la collina erbosa tra le estremità ad est e a nord. Il 1º settembre del 2008, la Southern Stand venne rinominata la Fulton–Menzies Stand.
In anni più recenti, il Manly Warringah ricevette critiche sullo stato delle strutture al Brookvale Oval. Nel 2007, Manly Warringah intensificò la sua campagna per raccogliere fondi dal governo per rinnovare lo stadio, culminando nel raduno "Salvate il Brookvale Oval" il 21 novembre. Dal settembre 2008, una concessione di fondi dei 4 000 000 $ del Consiglio di Warringah e  6 000 000 $ del Governo dello Stato del Nuovo Galles del Sud venne assicurata al club per permettere l'iniziale ristrutturazione della Jane Try Stand (con un livello aggiuntivo) e i rinnovamenti alla Southern Stand ed altri servizi. Degli ulteriori 10 000 000 $ vennero chiesti e concessi dal Governo Federale per il rifacimento di una tribuna ad est, con l'intenzione di mantenere un'area erbosa profonda di 10 metri davanti ad essa.
Nelle stagioni recenti, il Brookvale Oval è stato considerato come un cimitero per molte squadre avversarie, conferendogli il soprannome "Fortress Brookvale" (Fortezza Brookvale). Il Manly passò imbattuto nella stagione 2011 nel suo stadio di casa, con nessuna squadra di trasferta vittoriosa allo stadio sin dalla ventiseiesima giornata nel 2010. Nel 2014, il Manly ebbe un record di 10-1 al Brookvale Oval, per poco perdendo contro il Melbourne Storm nella prima giornata. Nel 2017 il Manly non andò bene al Lottoland solamente vincendo 6 e perdendo 5.
Attualmente lo stadio ha una capacità ufficiale di 23 000 spettatori, sebbene lo stadio sia pieno appena sotto i 21 000. Nel 2006, lo stadio vide la sua più grande media di pubblico in un'intera stagione, con una media di 15 484 spettatori guardando ogni 11 match del club giocati lì. Il record di pubblico allo stadio è di 27 655, nell'ultima giornata della stagione 1986 contro i tradizionali rivali, il Parramatta. Sin dall'inizio del club nel 1947, oltre cinque milioni e mezzo di spettatori hanno visitato lo stadio.
Degli stadi permanenti usati dalla NRL nel 2015, il Brookvale Oval è al secondo posto per il maggior numero di partite giocate con 698 partite dietro solo alla 808 per il Leichhardt Oval (dal dicembre 2015).
Il febbraio del 2017, i Manly Warringah Sea Eagles annunciarono una partnership commerciale con Lottoland Australia (Lottoland). La partnership vede lo stadio di casa dei Sea Eagles rinominato come Lottoland su una base a lungo termine, e la Lottoland assicurandosi lo spazio sul retro in alto sulla maglia dei Sea Eagles.

## Giocatori

### Squadra 2018

#### Ingaggi e trasferimenti 2018
Acquistati
Ceduti
- Brenton Lawrence - ritirato
- Blake Green a New Zealand Warriors (2018)
- Pita Godinet a Wests Tigers (2018)
- Jarrad Kennedy a TBA (2018)

### Ex-giocatori
La prima squadra del Manly-Warringah a giocare nella NSWRFL Premiership il 12 aprile del 1947 fu:
Nel 1990, il club dei Manly-Warringah Sea Eagles riconobbe i suoi giocatori, in attività e ritirati, con una squadra annunciata per riflettere la miglior squadra fino a quel punto. La squadra è listata in basso.
Nel 2006, un Dream Team di ex-giocatori dei Manly-Warringah Sea Eagles players venne scelta da un gruppo di selezionatori tra cui l'ex-amministratore del Manly-Warringah Ken Arthurson, il rispettato scrittore di rugby league Ian Heads, il presidente del club Kerry Sibraa e il giornalista Phil Rothfield.

## Record e statistiche
- Maggiore vittoria: 70–7 vs Penrith (stagione 1973 della NSWRFL)
- Biggest loss: 6–68 vs Cronulla-Sutherland (stagione 2005 della NRL)
- Più vittorie consecutive: 15 (stagione 1995 dell'ARL)
- Più sconfitte consecutive: 8 (1950 e 1998–99)
- Cucchiai di legno: None
- Più grande vittoria alla Grand Final: 40-0 vs Melbourne Storm (2008)

## Palmarès
- New South Wales Rugby League, Australian Rugby League e National Rugby League:[13] 8

1972, 1973, 1976, 1978, 1987, 1996, 2008, 2011
- New South Wales Rugby League, Australian Rugby League e National Rugby League runners-up: 11

1951, 1957, 1959, 1968, 1970, 1982, 1983, 1995, 1997, 2007, 2013
- New South Wales Rugby League, Australian Rugby League e National Rugby League minor premierships: 9

1971, 1972, 1973, 1976, 1983, 1987, 1995, 1996, 1997
- New South Wales Rugby League Club Championships: 4

1972, 1983, 1987, 1988
- Pre-Season Cup titles: 1

1980
- World Club Challenge: 1

2009
- KB Cup: 2

1982, 1983
- World Sevens: 3

1990, 1994, 1995
- First Division, Premier League:[14] 5

1954, 1960, 1969, 1973, 1988
- Jersey Flegg: 4

1961, 1974, 1987, 1988
- Presidents Cup: 2

1946, 1970
- Third Grade: 1

1952
- Holden Cup (Under 20s): 1

2017

## Tifoseria
I Sea Eagles, soprannominati Silvertails, sono ben noti come la squadra che molti tifosi di rugby a 13 della classe lavoratrice tradizionalmente amano odiare.

### Manly Seabirds
Le Manly Seabirds sono la più antica squadra di cheerleading della NRL.